# Einzelleitung (Sowjetunion)
Das Prinzip der Einzelleitung (russisch „единоначалие“ / Jedinonatschalije bzw. in englischer Transkription edinonachalie, auch als Ein-Mann-Leitung oder Einmannleitung übersetzt) war ein Führungsprinzip in der Sowjetunion und deren Satellitenstaaten, das in der Staatswirtschaft und im Militär angewendet wurde. Das Prinzip der Einzelleitung wurde erstmals von Lenin formuliert, der es aus den Grundsätzen des „Demokratischen Zentralismus“ ableitete. Demnach sollte jede Leitungsaufgabe nur einer Person mit voller Entscheidungskompetenz – jedoch auch persönlicher Verantwortung im Fall des Scheiterns – übertragen werden. Bei Leitungsaufgaben, die sinnvoll nur von Fachleuten ausgeführt werden konnten, ergaben sich Widersprüche zwischen dem Prinzip der Einzelleitung durch Spezialisten einerseits und der von der Staats- und Parteiführung als notwendig erachteten politischen Kontrolle andererseits. Beispielhaft für den Umgang mit diesem Widerspruch ist die wechselhafte Stellung der Politkommissare gegenüber den Kommandeuren in der Roten Armee.

## Einzelleitung in der Sowjetunion

### Politische Geschichte
Lenin argumentierte im März 1919 auf dem 8. Kongress der Kommunistischen Partei Russlands (Bolschewiki) gegen das Kollektivprinzip in der Leitung von Armeeeinheiten. Auch in der Industrie sprach sich Lenin für die Einzelleitung aus: „Schwerindustrie, die Grundlage des Sozialismus […], verlangt nach absoluter und strikter Einheit des Willens. Dies kann nur erreicht werden, wenn Tausende ihren Willen dem Willen des Einzelnen unterordnen.“ In der späteren ideologischen Auseinandersetzung in der Zeit Stalins und danach nahmen sowjetische Autoren immer wieder Bezug auf diese Aussagen Lenins.

### Einzelleitung im Militär
Die Rote Armee wurde im Januar 1918 gegründet, wobei die revolutionären Roten Garden in die Armee überführt wurden. Die bewaffneten Kräfte standen unter der Leitung des Volkskommissars für Militär Leo Trotzki. Kurz nach Gründung der Roten Armee schaffte Trotzki mit Unterstützung von Lenin und wichtigen Mitgliedern des Politbüros die von den Roten Garden übernommene Kommandeurswahl ab und führte eine Hierarchie der Offiziere ein. Wegen des Mangels an ausgebildeten Offizieren vor allem in höheren Kommandofunktionen wurden auch Generale und Offiziere der zaristischen Armee gewonnen. Um deren befürchtete politische Unzuverlässigkeit zu bekämpfen, stellte die sowjetische Führung jedem Kommandeur ab Bataillonsebene aufwärts einen Polit-Kommissar (Politruk) zur Seite, der die Befehle des Kommandeurs aufheben konnte, wenn diese gegen die Prinzipien der KPdSU verstießen. Der Bürgerkrieg gegen die Weißen Garden hielt bis 1921/22 an.
1924 wurde Michail Frunse zum Volkskommissar für Armee und Marine ernannt; als Nachfolger des inzwischen in die Opposition gedrängten Trotzki. Frunse begann sofort nach Amtsantritt eine Militärreform, deren Hauptziel die Professionalisierung der Roten Armee war. Im Frieden sollte die Rote Armee eine gemischte Kader-/Milizarmee sein, die im Mobilisierungsfall aufwachsen könnte. Die Einzelleitung war im Prinzip schon 1924 beschlossen worden. Im März 1925 erließ Frunse definitive Dienstvorschriften zur Einführung der Einzelleitung. Im Dezember 1925 – zwei Monate nach dem Tod Frunses – ratifizierte der XIV. Parteitag der KPdSU diese Anweisung.
Während des sich wieder zuspitzenden Kalten Krieges Anfang der 1980er Jahre gab es im Zuge der Stationierung von sowjetischen Mittelstreckenraketen, die durch hohe Mobilität, Reichweite und Treffgenauigkeit strategischen Charakter hatten, westlicherseits Zweifel an der Zuverlässigkeit der sowjetischen Militärs, die Verfügungsgewalt über diese Waffen hatten. Als Antwort darauf betonte die Führungsspitze der Sowjetunion wiederholt ihre volle Kontrolle über die Raketentruppen. Am 8. September 1983 erschien in der offiziellen Armeezeitung Krasnaja Swesda ein Artikel, in dem das Prinzip der Einzelleitung verteidigt wurde. Westliche Beobachter werteten dies als Hinweis der Armeeführung, trotz der aktuellen Auseinandersetzungen um die atomare Rüstung nicht zum Prinzip der geteilten Verantwortung – und damit Politoffizieren mit der Befugnis zum Eingriff in die Befehlskette – zurückzukehren.

### Einzelleitung in der Wirtschaft
Der Schachty-Prozess von 1928 gilt als Wendepunkt in der Wirtschaftsgeschichte der Sowjetunion, weg von der Neuen Ökonomische Politik und hin zur stalinistischen Zentralisierung. Angesichts von nicht erfüllten Planzielen propagierte die Parteiführung ab 1929 das Konzept der Einzelleitung. Als Ursache für Misserfolge wurden Mangel an Disziplin und unklare Verantwortung angesehen. Angesichts der unklaren Machtstellung der Manager in kollektivierten Betrieben gegenüber der Partei, den Gewerkschaften und einzelnen Arbeitern benutzten manche Manager diese Strukturen auch als Entschuldigung für eigenes Versagen. Die Taktik der Abwälzung der Verantwortung wurde als „без началие“ (ohne Leitung) bezeichnet, das bewusste Verschleiern der Entscheidungsträger hinter einem amorphen Kollektiv als „oбезличка“ (Gesichtslosigkeit).
Im September 1929 beschloss das Zentralkomitee der Kommunistischen Allunions-Partei (später KPdSU), das Prinzip der Einzelleitung in Industriebetrieben einzuführen bzw. zu stärken. Damit war allerdings keine despotische Macht des einzelnen Managers verbunden – im Gegenteil, die Einzelleitung bedeutete zu großen Teilen auch Einzelverantwortung des Managers gegenüber der Partei.

## Einzelleitung außerhalb der Sowjetunion
In der Volkswirtschaft der DDR wurde das Prinzip der Einzelleitung offiziell im Frühjahr 1948 eingeführt, als deren Großbetriebe formal in Volkseigentum überführt wurden.